# Andrzej Grudziński
Andrzej Karol Grudziński, född 1611, död 1678, var en polsk militär.
Grudziński utmärkte sig i kriget mot svenskarna 1655–57. Efter smärre fäktningar med Arvid Wittenberg tvingades han 1655 dra sig tillbaka och ingå på det avtal, varigenom hans vojvodskap, Kalisz, jämte Poznań, erkände Karl X Gustav som Polens rättmätige kung. Men när Stefan Czarniecki 1656 inryckte i Gniezno, förenade Grudziński sina trupper med honom, belägrade Kalisz och opererade mot general Weichard, greve av Wrzeszczewicz. Grudziński slog Weichard vid Lubrze vid Wisła samt Douglas vid Dębnica och vid Toruń. På riksdagen 1659 fick han ett offentligt erkännande för sina krigisk-patriotiska förtjänster och utnämndes till vojvod av Poznań.